# Малый Кашелак
Малый Кашелак — упразднённая деревня в Куйтунском районе Иркутской области России. Входила в состав Большекашелакского муниципального образования.

## География
Находится примерно в 50 км к западу от районного центра.

## История
Упразднена 10 июля 2014 года

## Население
| 2002 | 2010 | 2011 | 2012 |
| ---- | ---- | ---- | ---- |
| 4    | ↘0   | →0   | →0   |